# Шевченківське (Криловський район)
46°17′22″ пн. ш. 40°16′14″ сх. д. / 46.289308333333° пн. ш. 40.270511111111° сх. д.
Шевченківське (раніше — Плоський) — село у Крилівському районі Краснодарського краю. Адміністративний центр Шевченківського сільського поселення.

## Варіанти назви
- Плоский,
- Плоська[15].

## Географія
Розташоване на березі Старомінського водосховища.

### Вулиці
- вул. Свердликова,
- вул. Північна,
- вул. Степова.

## Історія
У 1963 році указом Президії Верховної Ради РРФСР хутір Плоський перейменований на село Шевченківське Павлівського сільського району.

## Населення
| Рік  | Чисельність населення |
| ---- | --------------------- |
| 2002 | 1365                  |
| 2010 | 1281                  |
| 2012 | 1271                  |
| 2013 | 1264                  |
| 2014 | 1295                  |
| 2015 | 1315                  |
| 2016 | 1326                  |
| 2017 | 1317                  |
| 2018 | 1325                  |
| 2019 | 1321                  |
| 2020 | 1324                  |
| 2021 | 1165                  |
| 2023 | 1144                  |